# Peter Salisbury
Peter Salisbury (Bath, Inglaterra, 24 de septiembre de 1971) es un baterista inglés, integrante original de la banda de rock The Verve desde 1989.
Fue partícipe de todos los álbumes del grupo The Verve desde 1993 hasta 1997. También colaboró en la composición de algunas canciones de la banda. En 2007, y luego de diez años, se reunió con sus excompañeros de The Verve para grabar un nuevo disco. Se afirma que él fue el facilitador del reencuentro entre Richard Ashcroft y Nick McCabe, cuyas disputas provocaron la ruptura de la agrupación. 
Luego de su etapa en The Verve colaboró con varias bandas, entre ellas Black Rebel Motorcycle Club. También fue parte de la carrera solista de Ashcroft, pues tocó la batería en sus tres primeros discos y en los conciertos en vivo.

## Vida privada
Actualmente Salisbury reside en Buxworth, Derbyshire. Está casado; su esposa se llama Pam, y con ella tiene dos hijos biológicos, Ben e Isaac, y dos por adopción, Joe y Al Hurd.